# Поль, Уильям (инженер)
Уильям Поль (22 апреля 1814, Бирмингем — 30 декабря 1900) — британский инженер и музыковед.
Получил высшее техническое образование и первые годы работал на различных инженерных профессиях в Англии. В 1844 году был отправлен в Индию в качестве профессора инженерных наук, где должен был организовать в Эльфинстонском колледже в Бомбее курс для местных студентов, но пошатнувшееся здоровье вынудило его вернуться в Великобританию в 1848 году. В течение следующих десяти лет работал в области гражданского строительства, заслужив высокую репутацию; в 1859 году получил назначение на кафедру гражданского строительства в Университетском колледже Лондона. Участвовал во многих правительственных проектах, был секретарём Королевской комиссии по железным дорогам (1865 — 1867), затем комиссий по водоснабжению (1867 — 1869) и канализации (1882 — 1884) Лондона. В 1871 году работал в военном министерстве, в том же году стал техническим консультантом японского правительства. В 1861 году стал членом Лондонского Королевского общества.
Музыка также была одним из главных увлечений его жизни. В возрасте 22-х лет стал органистом в церкви святого Марка, в 1860 году получил степень бакалавра музыки в Оксфорде, в 1867 году — степень доктора, в 1877 году учредил музыкальный факультет в Лондонском университете, на протяжении нескольких лет будучи там одним из экзаменаторов. Его работы включают трактаты по паровым двигателям, железнодорожному транспорту, биографиям известных инженеров, музыке и игре в вист.
Основные труды: «Scientific Chapters in the life of Rob. Stephenson» (1864), «J. K. Brunel» (1870), «The life of sir W. Fairbairn» (1877), «Life of sir W. Siemens» (1888), «The Philosophy of music» (1879), «The Story of Mozart’s Requiem» (1879).